# Emilie Tučková-Kočová
Emílie Tučková-Kočová (1901–1982) byla česká úřednice a zaměstnankyně československého Radiojournalu, která byla v prvních měsících vysílání v roce 1923 angažována jako hlasatelka. Stala se tak první pravidelnou ženou-hlasatelkou rozhlasu v Evropě. Z rozhlasu nedlouho poté na vlastní žádost odešla.

## Život

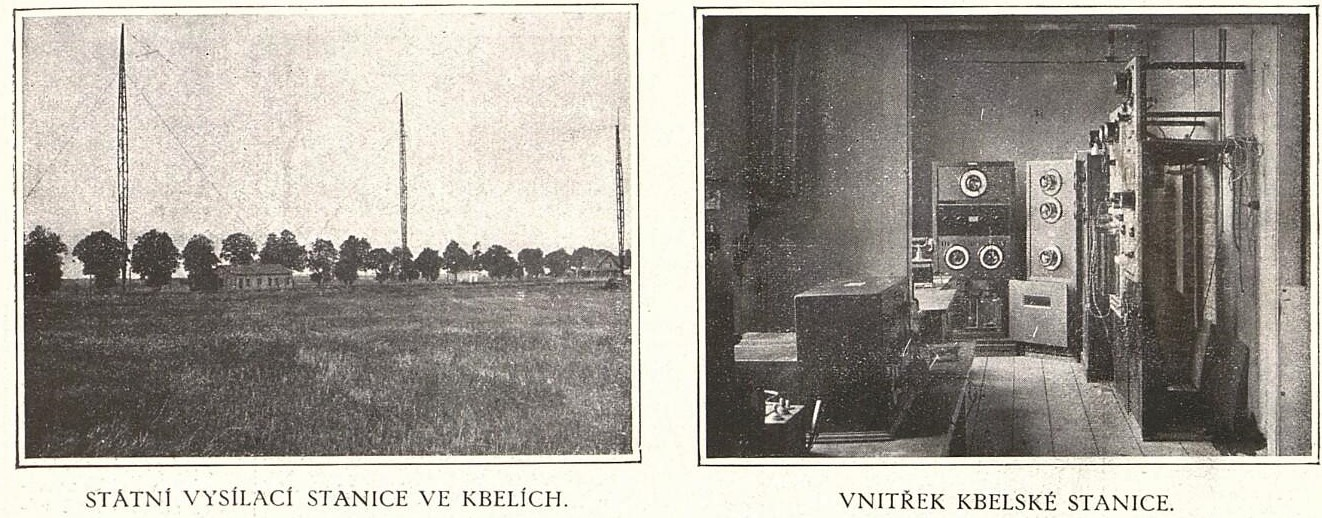
Vysílač Radiojournalu ve Kbelích (1924)

Narodila se jako Emílie Tučková, posléze se provdala jako Kočová. V náctiletém věku začala pracovat ve filmové společnosti Loyd Film. Ta nedlouho po svém založení zkrachovala. Tučkové na to konto nabídl roku 1923 pracovní místo korespondentky, účetní a pokladní.v soukromé společnosti Československé zpravodajství radiotelefonické, spol. s r. o. novinář a redaktor Miloš Čtrnáctý. Tu spolu s podnikatelem Ladislavem Šourkem a technikem Eduardem Svobodou právě zakládal za účelem spuštění vysílání rozhlasové stanice Radiojournal. Složila zkoušky z psaní na stroji, těsnopisu a němčiny, následně byla přijata. Předsedou jednatelského sboru Radiojournalu se stal Richard Gemperle, jinak ředitel Křižíkových závodů, technickým ředitelem Svoboda, programovým Čtrnáctý.
| „                                                                                | Halo, halo, zde vysílací stanice Radiojournalu v Kbelích u Prahy. Vysíláme na vlně 1150 metrů a přejeme posluchačům dobrý večer. | “ |
| — Emílie Tučková-Kočová zahajuje vysílání Radiojournalu 18. května 1923 ve 20.15 | |   |

Čtrnáctý následně Tučkovou-Kočovou oslovil, aby v redakci působila jako hlasatelka. Ženský hlas, posazený zvukově výše než mužský, byl navíc příhodnější, neboť mu v technicky nedokonalém přenosu zvuku bylo lépe rozumět. Pravidelné vysílání bylo zahájeno 18. května 1923 ve 20.15 hod. z provizorního studia krytého plátěným stanem v blízkosti letiště Kbely u Prahy. Tučková tehČeskoslovensko se tak po Velké Británii a její BBC, která vznikla roku 1922, stalo druhou evropskou zemí, kde začal veřejně a pravidelně rozhlas vysílat. První den zajišťoval živý program orchestr pražského kina Sansoucci, pianista profesor Karel Sergej Duda a operní pěvkyně Růžena Topinková.
Tučková-Kočová působila ve vysíláních nárazově, od 17. ledna 1924 pak v rozhlase působila jako pravidelná moderátorka. V hlášení hlavních relací se střídala s profesionálním hercem a prvním pravidelným reportérem stanice Adolfem Dobrovolným. Roku 192 nastoupila do rozhlasu druhá žena-hlasatelka, Zdeňka Wallo, která zde pracovala až do druhé světové války.
Kvůli neshodám se svým manželem ale během roku 1924 místo hlasatelky opustila a posléze z rozhlasu odešla úplně. V 60. letech se u příležitosti výročí začátku vysílání Radiojournalu zúčastnila natočení rekonstrukce prvního vysílání.
Zemřela roku 1982.